# Alfred Angot
Charles Alfred (Jean) Angot, född 4 juli 1848 i Paris, död där 16 mars 1924, var en fransk geofysiker, meteorolog och astronom.

## Biografi
Angot, som var direktör för franska meteorologiska centralbyrån, invaldes som utländsk ledamot av svenska Vetenskapsakademien 1916.
Angot utförde särskilda undersökningar av nederbördens årliga fördelning, solstrålningens årliga variation och atmosfärens absorption av solljuset.